# Torneo di Wimbledon 2022
Il Torneo di Wimbledon 2022 è stata la 135ª edizione dei Championships, torneo di tennis che si è giocato sull'erba e terza prova stagionale dello Slam per il 2022; si è disputato tra il 27 giugno e il 10 luglio 2022 sui 19 campi dell'All England Lawn Tennis and Croquet Club, comprendendo per la categoria Seniors i tornei di singolare maschile e femminile, e di doppio maschile, femminile e misto. Novak Đoković era il campione in carica del singolare maschile 2021, mentre Ashleigh Barty del singolare femminile 2021.
Per questa edizione, ATP e WTA hanno stabilito di non assegnare i punti del ranking a seguito della decisione dell'All England Club di non far giocare nel torneo i tennisti russi e bielorussi a causa dell'invasione russa dell'Ucraina del 2022. I punti che scadranno dei tornei del 2021 (o del 2019) saranno di conseguenza sostituiti dal prossimo miglior risultato del giocatore, indipendentemente dalla sua prestazione a Wimbledon nel 2022.

## Torneo

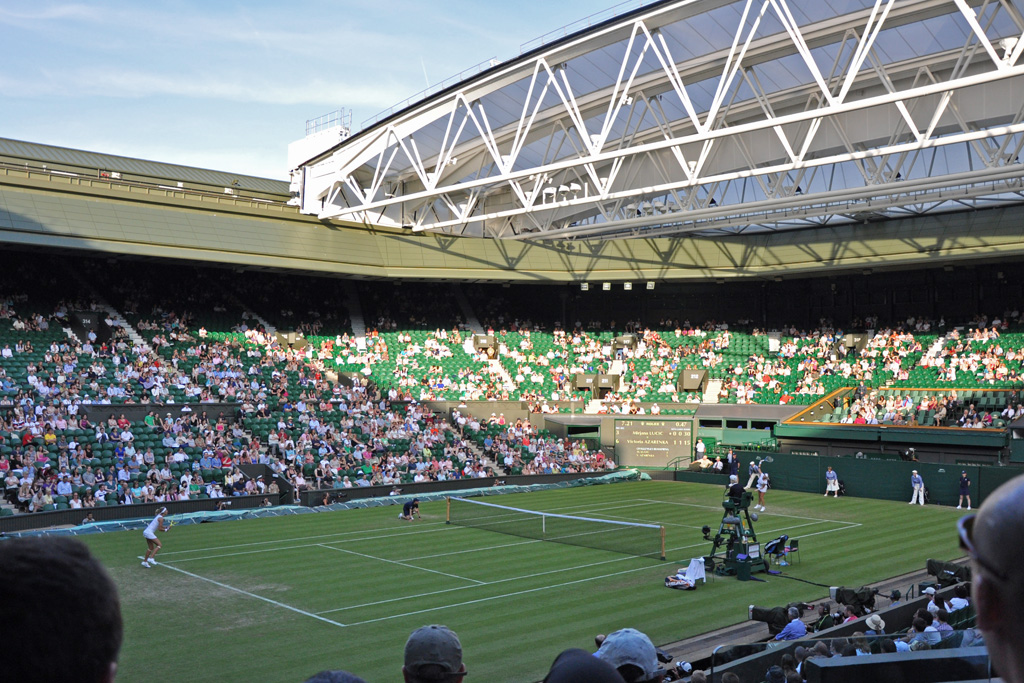
Il Centre Court dove vengono disputate le finali

Il torneo di Wimbledon 2022 è la 135ª edizione del torneo che si disputa all'All England Lawn Tennis and Croquet Club di Londra. L'evento è organizzato dalla International Tennis Federation (ITF), e fa parte dell'ATP Tour 2022 e del WTA Tour 2022 sotto la categoria Grande Slam. Il torneo comprende il singolare (maschile, femminile) e il doppio (maschile, femminile e misto). Si disputano anche i tornei di singolare e doppio per ragazze e ragazzi (giocatori under 18), e i tornei di singolare e doppio in carrozzina.
Il torneo si gioca solo su campi in erba; gli incontri del tabellone principale si giocano all'All England Lawn Tennis and Croquet Club, Wimbledon. Gli incontri di qualificazione si disputeranno, da lunedì 21 giugno a venerdì 25 giugno 2022, presso il Bank of England Sports Ground, a Roehampton.

## Programma del torneo
Il torneo si svolge in tredici giornate divise in due settimane. Per la prima volta nella storia del torneo i match verranno disputati anche la domenica, il giorno definito Middle Sunday. Prima di quest'anno, il torneo aveva visto solo quattro eccezioni alla tradizione, che consiste nel sospendere la competizione la domenica, per permettere di giocare match interrotti a causa della pioggia nelle giornate precedenti.

## Teste di serie
Le teste di serie per il torneo di Wimbledon 2021 sono state annunciate martedì 21 giugno 2022, il ranking di riferimento è del 20 giugno 2022.
| Legenda colori              |
| Vincitore                   |
| Finalista                   |
| Semifinalista               |
| Quarti di finale            |
| Eliminati al 1T, 2T, 3T, 4T |

### Singolare maschile
| Tds | Rank | Giocatore               | Punteggio precedente | Punti da difendere | Punti conquistati | Nuovo punteggio | Situazione                                      |
| --- | ---- | ----------------------- | -------------------- | ------------------ | ----------------- | --------------- | ----------------------------------------------- |
| 1   | 3    | Novak Đoković           | 6.770                | 2.000              | 0                 | 4.770           | Vittoria in Finale contro Nick Kyrgios          |
| 2   | 4    | Rafael Nadal            | 6.525                | 360                | 0                 | 6.165           | Ritirato in SF contro Nick Kyrgios              |
| 3   | 6    | Casper Ruud             | 5.050                | —§                 | —                 | 5.050           | Eliminato al 2°T da Ugo Humbert                 |
| 4   | 5    | Stefanos Tsitsipas      | 5.150                | —§                 | —                 | 5.150           | Eliminato al 3°T da Nick Kyrgios                |
| 5   | 7    | Carlos Alcaraz          | 4.890                | 45                 | 0                 | 4.845           | Eliminato al 4°T da Jannik Sinner [10]          |
| 6   | 9    | Félix Auger-Aliassime   | 3.760                | 360                | 45                | 3.445           | Eliminato al 1°T da Maxime Cressy               |
| 7   | 10   | Hubert Hurkacz          | 3.735                | 720                | 10                | 3.025           | Eliminato al 1°T da Alejandro Davidovich Fokina |
| 8   | 11   | Matteo Berrettini       | 3.480                | 1.200              | 0                 | 2.280           | Ritiro causa positività al COVID-19             |
| 9   | 12   | Cameron Norrie          | 3.200                | 90                 | 45                | 3.155           | Eliminato in SF da Novak Đoković [1]            |
| 10  | 13   | Jannik Sinner           | 3.185                | —§                 | —                 | 3.185           | Eliminato ai QF da Novak Đoković [1]            |
| 11  | 14   | Taylor Fritz            | 3.045                | 90                 | 20                | 2.975           | Eliminato ai QF da Rafael Nadal [2]             |
| 12  | 15   | Diego Schwartzman       | 2.325                | —§                 | —                 | 2.325           | Eliminato al 2°T da Liam Broady [WC]            |
| 13  | 16   | Denis Shapovalov        | 2.293                | 720                | 0                 | 1.573           | Eliminato al 2°T da Brandon Nakashima           |
| 14  | 17   | Marin Čilić             | 2.220                | 90                 | 0                 | 2.130           | Ritiro causa positività al COVID-19             |
| 15  | 18   | Reilly Opelka           | 2.100                | 45                 | 0                 | 2.055           | Eliminato al 2°T da Tim van Rijthoven [WC]      |
| 16  | 20   | Pablo Carreño Busta     | 1.930                | 10                 | 6                 | 1.926           | Ritirato al 1°T contro Dušan Lajović            |
| 17  | 19   | Roberto Bautista Agut   | 2.008                | 360                | 10                | 1.658           | Ritirato al 2°T contro Daniel Elahi Galán       |
| 18  | 21   | Grigor Dimitrov         | 1.785                | 45                 | 0                 | 1.740           | Ritirato al 1°T contro Steve Johnson            |
| 19  | 27   | Alex de Minaur          | 1.473                | 23                 | 10                | 1.460           | Eliminato al 4°T da Cristian Garín              |
| 20  | 24   | John Isner              | 1.616                | 23                 | 0                 | 1.593           | Eliminato al 3°T da Jannik Sinner [10]          |
| 21  | 25   | Botic van de Zandschulp | 1.518                | 61                 | 26                | 1.483           | Eliminato al 4°T da Rafael Nadal [2]            |
| 22  | 26   | Nikoloz Basilašvili     | 1.473                | 23                 | 10                | 1.460           | Eliminato al 3°T da Tim van Rijthoven           |
| 23  | 28   | Frances Tiafoe          | 1.439                | 90                 | 0                 | 1.349           | Eliminato al 4°T da David Goffin                |
| 24  | 29   | Holger Rune             | 1.420                | —§                 | —                 | 1.420           | Eliminato al 1°T da Marcos Giron                |
| 25  | 30   | Miomir Kecmanović       | 1.306                | 45                 | 10                | 1.271           | Eliminato al 3°T da Novak Đoković [1]           |
| 26  | 31   | Filip Krajinović        | 1.300                | —§                 | —                 | 1.300           | Eliminato al 2°T da Nick Kyrgios                |
| 27  | 54   | Lorenzo Sonego          | 1.215                | 180                | 10                | 810             | Eliminato al 3°T da Rafael Nadal [2]            |
| 28  | 33   | Daniel Evans            | 1.198                | 90                 | 20                | 1.128           | Eliminato al 1°T da Jason Kubler [Q]            |
| 29  | 34   | Jenson Brooksby         | 1.187                | —§                 | —                 | 1.187           | Eliminato al 3°T da Cristian Garín              |
| 30  | 32   | Tommy Paul              | 1.208                | —§                 | —                 | 1.208           | Eliminato al 4°T da Cameron Norrie [9]          |
| 31  | 35   | Sebastián Báez          | 1.168                | —§                 | —                 | 1.168           | Eliminato al 2°T da David Goffin                |
| 32  | 36   | Oscar Otte              | 1.155                | 70                 | 12                | 1.097           | Eliminato al 3°T da Carlos Alcaraz [5]          |

§Il giocatore non ha punti da difendere dei tornei del 2021 o del 2019. Di conseguenza, nessun punto verrà sostituito.

### Singolare femminile
| Tds | Rank | Giocatore             | Punteggio precedente | Punti da difendere | Punti conquistati | Nuovo punteggio | Situazione                                      |
| --- | ---- | --------------------- | -------------------- | ------------------ | ----------------- | --------------- | ----------------------------------------------- |
| 1   | 1    | Iga Świątek           | 8.576                | 240                | 0                 | 8.336           | Eliminata al 3°T da Alizé Cornet                |
| 2   | 3    | Anett Kontaveit       | 4.306                | 10                 | 30                | 4.326           | Eliminata al 2°T da Jule Niemeier               |
| 3   | 2    | Ons Jabeur            | 4.340                | 430                | 100               | 4.010           | Sconfitta in Finale da Elena Rybakina [17]      |
| 4   | 4    | Paula Badosa          | 4.245                | 240                | 25                | 4.030           | Eliminata al 4°T da Simona Halep [16]           |
| 5   | 5    | Maria Sakkarī         | 4.205                | 70                 | 55                | 4.190           | Eliminata al 3°T da Tatjana Maria               |
| 6   | 7    | Karolína Plíšková     | 3.777                | 1.300              | 0                 | 2.477           | Eliminata al 2°T da Katie Boulter [WC]          |
| 7   | 8    | Danielle Collins      | 3.255                | 70+60              | 5+1               | 3.131           | Eliminata al 1°T da Marie Bouzková              |
| 8   | 9    | Jessica Pegula        | 3.156                | 70                 | 1                 | 3.087           | Eliminata al 3°T da Petra Martić                |
| 9   | 10   | Garbiñe Muguruza      | 3.015                | 130                | 1                 | 2.886           | Eliminata al 1°T da Greet Minnen                |
| 10  | 11   | Emma Raducanu         | 2.952                | 240                | 5                 | 2.717           | Eliminata al 2°T vs. Caroline Garcia            |
| 11  | 12   | Cori Gauff            | 2.886                | 240                | 1                 | 2.647           | Eliminata al 3°T da Amanda Anisimova [20]       |
| 12  | 17   | Jeļena Ostapenko      | 2.431                | 130                | 1                 | 2.302           | Eliminata al 4°T da Tatjana Maria               |
| 13  | 14   | Barbora Krejčíková    | 2.593                | 240                | 0                 | 2.353           | Eliminata al 3°T da Ajla Tomljanović            |
| 14  | 16   | Belinda Bencic        | 2.585                | 10                 | 60                | 2.635           | Eliminata al 1°T da Wang Qiang                  |
| 15  | 19   | Angelique Kerber      | 2.199                | 780                | 0                 | 1.419           | Eliminata al 3°T da Elise Mertens [24]          |
| 16  | 18   | Simona Halep          | 2.315                | 0                  | 100               | 2.415           | Eliminata in SF da Elena Rybakina [17]          |
| 17  | 23   | Elena Rybakina        | 1.990                | 240                | 55                | 1.805           | Vittoria in Finale contro Ons Jabeur [3]        |
| 18  | 22   | Jil Teichmann         | 2.023                | 10                 | 1                 | 2.014           | Eliminata al 1°T da Ajla Tomljanović            |
| 20  | 25   | Amanda Anisimova      | 1.840                | 10                 | 1                 | 1.831           | Eliminata ai QF da Simona Halep [16]            |
| 21  | 27   | Camila Giorgi         | 1.787                | 70                 | 1                 | 1.718           | Eliminata al 1°T da Magdalena Fręch             |
| 22  | 29   | Martina Trevisan      | 1.744                | 10                 | 20                | 1.754           | Eliminata al 1°T da Elisabetta Cocciaretto [PR] |
| 23  | 28   | Beatriz Haddad Maia   | 1.782                | —‡                 | —                 | 1.782           | Eliminata al 1°T da Kaja Juvan                  |
| 24  | 31   | Elise Mertens         | 1.615                | 130                | 30                | 1.515           | Eliminata al 4°T da Ons Jabeur [3]              |
| 25  | 26   | Petra Kvitová         | 1.795                | 10                 | 1                 | 1.781           | Eliminata al 3°T da Paula Badosa [4]            |
| 26  | 32   | Sorana Cîrstea        | 1.430                | 130                | 30                | 1.330           | Eliminata al 2°T da Tatjana Maria               |
| 27  | 33   | Julija Putinceva      | 1.420                | 70                 | 55                | 1.405           | Eliminata al 1°T da Alizé Cornet                |
| 28  | 36   | Alison Riske-Amritraj | 1.381                | 10                 | 30                | 1.401           | Eliminata al 2°T da Maja Chwalińska [Q]         |
| 29  | 34   | Anhelina Kalinina     | 1.417                | 96+140§            | 30+30             | 1.241           | Eliminata al 2°T vs. Lesja Curenko              |
| 30  | 39   | Shelby Rogers         | 1.296                | 130                | 13                | 1.179           | Eliminata al 1°T da Petra Martić                |
| 31  | 38   | Kaia Kanepi           | 1.297                | 10                 | 30                | 1.317           | Eliminata al 1°T da Diane Parry                 |
| 32  | 45   | Sara Sorribes Tormo   | 1.221                | 70                 | 43                | 1.194           | Eliminata al 2°T da Harmony Tan                 |
| 33  | 41   | Zhang Shuai           | 1.240                | 10                 | 60                | 1.290           | Eliminata al 1°T da Misaki Doi                  |

‡ La giocatrice non si è qualificata per il torneo nel 2021. Di conseguenza, nessun punto verrà sostituito.

§ La giocatrice non si è qualificata per il torneo nel 2021. Difende invece punti da due tornei ITF del 2021

## Teste di serie nel doppio
| Legenda colori          |
| Vincitori               |
| Finalisti               |
| Semifinalisti           |
| Quarti di finale        |
| Eliminati al 1T, 2T, 3T |

### Doppio maschile
| Coppia               | Coppia                 | Rank1 | Tds |
| -------------------- | ---------------------- | ----- | --- |
| Rajeev Ram           | Joe Salisbury          |       | 1   |
| Nikola Mektić        | Mate Pavić             |       | 2   |
| Wesley Koolhof       | Neal Skupski           |       | 3   |
| Marcelo Arévalo      | Jean-Julien Rojer      |       | 4   |
| Tim Pütz             | Michael Venus          |       | 5   |
| Juan Sebastián Cabal | Robert Farah           |       | 6   |
| John Peers           | Filip Polášek          |       | 7   |
| Ivan Dodig           | Austin Krajicek        |       | 8   |
| Jamie Murray         | Bruno Soares           |       | 9   |
| Thanasi Kokkinakis   | Nick Kyrgios           |       | 10  |
| Kevin Krawietz       | Andreas Mies           |       | 11  |
| Nicolas Mahut        | Édouard Roger-Vasselin |       | 12  |
| Santiago González    | Andrés Molteni         |       | 13  |
| Matthew Ebden        | Max Purcell            |       | 14  |
| Lloyd Glasspool      | Harri Heliövaara       |       | 15  |
| Rafael Matos         | David Vega Hernández   |       | 16  |

- 1 Ranking al 21 giugno 2022.

### Doppio femminile
| Coppia                   | Coppia              | Rank1 | Tds |
| ------------------------ | ------------------- | ----- | --- |
| Elise Mertens            | Zhang Shuai         |       | 1   |
| Barbora Krejčíková       | Kateřina Siniaková  |       | 2   |
| Gabriela Dabrowski       | Giuliana Olmos      |       | 3   |
| Nadežda Kičenok          | Jeļena Ostapenko    |       | 4   |
| Asia Muhammad            | Ena Shibahara       |       | 5   |
| Lucie Hradecká           | Sania Mirza         |       | 6   |
| Alexa Guarachi           | Andreja Klepač      |       | 7   |
| Shūko Aoyama             | Chan Hao-ching      |       | 8   |
| Xu Yifan                 | Yang Zhaoxuan       |       | 9   |
| Nicole Melichar-Martinez | Ellen Perez         |       | 10  |
| Alicja Rosolska          | Erin Routliffe      |       | 11  |
| Latisha Chan             | Samantha Stosur     |       | 12  |
| Natela Dzalamidze        | Aleksandra Krunić   |       | 13  |
| Monica Niculescu         | Elena-Gabriela Ruse |       | 14  |
| Nadežda Kičenok          | Ioana Raluca Olaru  |       | 15  |
| Marie Bouzková           | Tereza Mihalíková   |       | 16  |

- 1 Ranking al 21 giugno 2022.

## Wildcard
Ai seguenti giocatori è stata assegnata una wildcard per accedere al tabellone principale.

### Singolare maschile
- Liam Broady
- Jay Clarke
- Alastair Gray
- Paul Jubb
- Ryan Peniston
- Tim van Rijthoven
- Stan Wawrinka
- Zizou Bergs

### Singolare femminile
- Katie Boulter
- Jodie Burrage
- Sonay Kartal
- Yuriko Miyazaki
- Daria Saville
- Katie Swan
- Serena Williams

### Doppio maschile
- Liam Broady /  Jay Clarke
- Julian Cash /  Henry Patten
- Arthur Fery /  Felix Gill
- Alastair Gray /  Ryan Peniston
- Jonny O'Mara /  Ken Skupski

### Doppio femminile
- Naiktha Bains /  Maia Lumsden
- Alicia Barnett /  Olivia Nicholls
- Jodie Burrage /  Eden Silva
- Harriet Dart /  Heather Watson
- Sarah Beth Grey /  Yuriko Miyazaki
- Sonay Kartal /  Nell Miller

## Ranking protetto
I seguenti giocatori sono entrati in tabellone con il ranking protetto:

### Singolare maschile
- Attila Balázs
- Aljaž Bedene

### Singolare femminile
- Elisabetta Cocciaretto
- Kirsten Flipkens

## Qualificazioni

### Singolare maschile
1. Bernabé Zapata Miralles
2. Jason Kubler
3. Dennis Novak
4. Andrea Vavassori
5. Maximilian Marterer
6. Marc-Andrea Hüsler
7. Radu Albot
8. Lukáš Klein
9. Enzo Couacaud
10. Michail Kukuškin
11. Lukáš Rosol
12. Alexander Ritschard
13. Max Purcell
14. Jack Sock
15. Nicola Kuhn
16. Christian Harrison

Lucky loser
1. Nuno Borges
2. Hugo Grenier
3. Zdeněk Kolář
4. Stefan Kozlov
5. Elias Ymer

### Singolare femminile
1. Zoe Hives
2. Maja Chwalińska
3. Mirjam Björklund
4. Nastasja Schunk
5. Maddison Inglis
6. Katarzyna Kawa
7. Fernanda Contreras
8. Louisa Chirico
9. Mai Hontama
10. Astra Sharma
11. Jana Fett
12. Jaimee Fourlis
13. Yanina Wickmayer
14. Christina McHale
15. Catherine Harrison
16. Emina Bektas

Lucky loser
1. Coco Vandeweghe
2. Lesley Pattinama Kerkhove
3. Yuan Yue

## Ritiri
I seguenti giocatori sono stati ammessi di diritto nel tabellone principale, ma si sono ritirati a causa di infortuni o altri motivi.
Prima del torneo
Singolare maschile
- Roger Federer → sostituito da  Attila Balázs
- Kei Nishikori → sostituito da  Roberto Carballés Baena
- Lloyd Harris → sostituito da  Alexei Popyrin
- Alexander Zverev → sostituito da  Tseng Chun-hsin
- Dominic Thiem → sostituito da  Feliciano López
- Sebastian Korda  → sostituito da  Zdeněk Kolář
- Gaël Monfils → sostituito da  Hugo Grenier
- Borna Ćorić → sostituito da  Stefan Kozlov
- Marin Čilić → sostituito da  Nuno Borges
- Matteo Berrettini → sostituito da  Elias Ymer

Singolare femminile
- Elina Svitolina → sostituita da  Rebecca Marino
- Markéta Vondroušová → sostituita da  Aleksandra Krunić
- Jaqueline Cristian  → sostituita da  Irina Maria Bara
- Sofia Kenin  → sostituita da  Ylena In-Albon
- Leylah Annie Fernandez → sostituita da  Mihaela Buzărnescu
- Madison Keys → sostituita da  Coco Vandeweghe
- Naomi Ōsaka → sostituita da  Bernarda Pera
- Mayar Sherif → sostituita da  Laura Pigossi
- Wang Xinyu → sostituita da  Yuan Yue
- Ana Konjuh  → sostituita da  Lesja Curenko
- Danka Kovinić → sostituita da  Lesley Pattinama Kerkhove

## Tennisti partecipanti ai singolari

### Singolare maschile
- Singolare maschile

| Campione               | Campione                    | Finalista               | Finalista                    |
| ---------------------- | --------------------------- | ----------------------- | ---------------------------- |
| Novak Đoković [1]      | Novak Đoković [1]           | Nick Kyrgios            | Nick Kyrgios                 |
| Semifinalisti          |                             |                         |                              |
| Cameron Norrie [9]     | Cameron Norrie [9]          | Rafael Nadal [2]        | Rafael Nadal [2]             |
| Eliminati ai quarti    |                             |                         |                              |
| Jannik Sinner [10]     | David Goffin                | Cristian Garín          | Taylor Fritz [11]            |
| Eliminati agli ottavi  |                             |                         |                              |
| Tim van Rijthoven [WC] | Carlos Alcaraz [5]          | Frances Tiafoe [23]     | Tommy Paul [30]              |
| Alex de Minaur [19]    | Brandon Nakashima           | Jason Kubler [Q]        | Botic van de Zandschulp [21] |
| Eliminati al 3º turno  |                             |                         |                              |
| Miomir Kecmanović [25] | Nikoloz Basilašvili [22]    | John Isner [20]         | Oscar Otte [32]              |
| Ugo Humbert            | Aleksandr Bublik            | Steve Johnson           | Jiří Veselý                  |
| Jenson Brooksby [29]   | Liam Broady [WC]            | Daniel Elahi Galán      | Stefanos Tsitsipas [4]       |
| Jack Sock [Q]          | Alex Molčan                 | Richard Gasquet         | Lorenzo Sonego [27]          |
| Eliminati al 2º turno  |                             |                         |                              |
| Thanasi Kokkinakis     | Alejandro Tabilo            | Quentin Halys           | Reilly Opelka [15]           |
| Mikael Ymer            | Andy Murray                 | Christian Harrison [Q]  | Tallon Griekspoor            |
| Casper Ruud [3]        | Sebastián Báez [31]         | Maximilian Marterer [Q] | Dušan Lajović                |
| Jaume Munar            | Ryan Peniston [WC]          | Adrian Mannarino        | Alejandro Davidovich Fokina  |
| Hugo Grenier [LL]      | Benjamin Bonzi              | Jack Draper             | Diego Schwartzman [12]       |
| Denis Shapovalov [13]  | Roberto Bautista Agut [17]  | Filip Krajinović [26]   | Jordan Thompson              |
| Maxime Cressy          | Dennis Novak [Q]            | Marcos Giron            | Alastair Gray [WC]           |
| Mackenzie McDonald     | Emil Ruusuvuori             | Hugo Gaston             | Ričardas Berankis            |
| Eliminati al 1º turno  |                             |                         |                              |
| Kwon Soon-woo          | Kamil Majchrzak             | Laslo Đere              | John Millman                 |
| Lukáš Rosol [Q]        | Benoît Paire                | Federico Delbonis       | Carlos Taberner              |
| Stan Wawrinka [WC]     | Daniel Altmaier             | James Duckworth         | Enzo Couacaud [Q]            |
| Peter Gojowczyk        | Jay Clarke [WC]             | Fabio Fognini           | Jan-Lennard Struff           |
| Albert Ramos Viñolas   | Tomás Martín Etcheverry     | Radu Albot [Q]          | Tarō Daniel                  |
| Andrea Vavassori [Q]   | Aljaž Bedene [PR]           | Márton Fucsovics        | Pablo Carreño Busta [16]     |
| Pablo Andújar          | Thiago Monteiro             | Henri Laaksonen         | Grigor Dimitrov [18]         |
| Fernando Verdasco      | Max Purcell [Q]             | Federico Coria          | Hubert Hurkacz [7]           |
| Elias Ymer [LL]        | Marc-Andrea Hüsler [Q]      | Zdeněk Kolář [LL]       | Michail Kukuškin [Q]         |
| Hugo Dellien           | Zizou Bergs [WC]            | Lukáš Klein [Q]         | Stefan Kozlov [LL]           |
| Arthur Rinderknech     | Nicola Kuhn [Q]             | Dominik Koepfer         | Attila Balázs [PR]           |
| Jiří Lehečka           | Paul Jubb [WC]              | Roberto Carballés Baena | Alexander Ritschard [Q]      |
| Félix Auger-Aliassime  | Bernabé Zapata Miralles [Q] | Facundo Bagnis          | Daniel Evans [28]            |
| Holger Rune [24]       | Pedro Martínez              | Tseng Chun-hsin         | Lorenzo Musetti              |
| Nuno Borges            | João Sousa                  | Yoshihito Nishioka      | Feliciano López              |
| Denis Kudla            | Alexei Popyrin              | Sam Querrey             | Francisco Cerúndolo          |

### Singolare femminile
- Singolare femminile

| Campionessa                | Campionessa             | Finalista                   | Finalista                |
| -------------------------- | ----------------------- | --------------------------- | ------------------------ |
| Elena Rybakina [17]        | Elena Rybakina [17]     | Ons Jabeur [3]              | Ons Jabeur [3]           |
| Semifinaliste              |                         |                             |                          |
| Simona Halep [16]          | Simona Halep [16]       | Tatjana Maria               | Tatjana Maria            |
| Eliminate ai quarti        |                         |                             |                          |
| Ajla Tomljanović           | Amanda Anisimova [20]   | Marie Bouzková              | Jule Niemeier            |
| Eliminate agli ottavi      |                         |                             |                          |
| Alizé Cornet               | Petra Martić            | Paula Badosa [4]            | Harmony Tan              |
| Caroline Garcia            | Elise Mertens [24]      | Jeļena Ostapenko [12]       | Heather Watson           |
| Eliminate al 3º turno      |                         |                             |                          |
| Iga Świątek [1]            | Barbora Krejčíková [13] | Zheng Qinwen                | Jessica Pegula [8]       |
| Petra Kvitová [25]         | Magdalena Fręch         | Cori Gauff [11]             | Katie Boulter [WC]       |
| Alison Riske-Amritraj [28] | Shuai Zhang [33]        | Angelique Kerber [15]       | Diane Parry              |
| Maria Sakkarī [5]          | Irina-Camelia Begu      | Kaja Juvan                  | Lesja Curenko            |
| Eliminate al 2º turno      |                         |                             |                          |
| Lesley Kerkhove [LL]       | Claire Liu              | Catherine Harrison [Q]      | Viktorija Golubic        |
| Greet Minnen               | Bianca Andreescu        | Kristína Kučová             | Harriet Dart             |
| Irina Maria Bara           | Ana Bogdan              | Anna Karolína Schmiedlová   | Kirsten Flipkens [PR]    |
| Mihaela Buzărnescu         | Lauren Davis            | Sara Sorribes Tormo [32]    | Karolína Plíšková [6]    |
| Ann Li                     | Maja Chwalińska [Q]     | Marta Kostjuk               | Emma Raducanu [10]       |
| Magda Linette              | Panna Udvardy           | Mai Hontama [Q]             | Katarzyna Kawa [Q]       |
| Viktorija Tomova           | Sorana Cîrstea [26]     | Elisabetta Cocciaretto [PR] | Yanina Wickmayer [Q]     |
| Wang Qiang                 | Dalma Gálfi             | Anhelina Kalinina [29]      | Anett Kontaveit [2]      |
| Eliminate al 1º turno      |                         |                             |                          |
| Jana Fett                  | Sonay Kartal [WC]       | Nuria Párrizas Díaz         | Julija Putinceva [27]    |
| Jil Teichmann [18]         | Arantxa Rus             | Andrea Petković             | Maryna Zanevs'ka         |
| Garbiñe Muguruza [9]       | Sloane Stephens         | Emina Bektas                | Coco Vandeweghe [LL]     |
| Shelby Rogers [30]         | Laura Pigossi           | Rebeka Masarova             | Donna Vekić              |
| Louisa Chirico             | Chloé Paquet            | Dajana Jastrems'ka          | Jasmine Paolini          |
| Camila Giorgi [21]         | Rebecca Peterson        | Jaimee Fourlis [Q]          | Karolína Muchová         |
| Elena-Gabriela Ruse        | Nastasja Schunk [Q]     | Madison Brengle             | Yuan Yue [LL]            |
| Christina McHale [Q]       | Serena Williams [WC]    | Clara Burel                 | Tereza Martincová        |
| Danielle Collins [7]       | Lucia Bronzetti         | Kateřina Siniaková          | Ylena In-Albon           |
| Misaki Doi                 | Katie Swan [WC]         | Yuriko Miyazaki [WC]        | Alison Van Uytvanck      |
| Kristina Mladenovic        | Fernanda Contreras [Q]  | Tamara Zidanšek             | Camila Osorio            |
| Kaia Kanepi [31]           | Clara Tauson            | Rebecca Marino              | Mirjam Björklund [Q]     |
| Zoe Hives                  | Daria Saville [WC]      | Astra Sharma [Q]            | Aleksandra Krunić        |
| Martina Trevisan [22]      | Ekaterine Gorgodze      | Zhu Lin                     | Océane Dodin             |
| Belinda Bencic [14]        | Tamara Korpatsch        | Maddison Inglis [Q]         | Beatriz Haddad Maia [23] |
| Anna Bondár                | Jodie Burrage           | Wang Xiyu                   | Bernarda Pera            |

## Campioni

### Seniors

#### Singolare maschile
Novak Đoković ha sconfitto in finale  Nick Kyrgios con il punteggio di 4-6, 6-3, 6-4, 7–6(3).

#### Singolare femminile
Elena Rybakina ha sconfitto in finale  Ons Jabeur con il punteggio di 3-6, 6-2, 6-2.

#### Doppio maschile
Matthew Ebden /  Max Purcell hanno sconfitto in finale  Nikola Mektić /  Mate Pavić con il punteggio di 7–6(5), 6(3)–7, 4-6, 6-4, 7–6(2).

#### Doppio femminile
Barbora Krejčíková /  Kateřina Siniaková hanno sconfitto in finale  Elise Mertens /  Zhang Shuai con il punteggio di 6-2, 6-4.

#### Doppio misto
Neal Skupski /  Desirae Krawczyk hanno sconfitto in finale  Matthew Ebden /  Samantha Stosur con il punteggio di 6-4, 6-3.

### Junior

#### Singolare ragazzi
Mili Poljičak ha sconfitto in finale  Michael Zheng con il punteggio di 7–6(2), 7–6(3).

#### Singolare ragazze
Liv Hovde ha sconfitto in finale  Luca Udvardy con il punteggio di 6-3, 6-4.

#### Doppio ragazzi
Sebastian Gorzny /  Alex Michelsen hanno sconfitto in finale  Gabriel Debru /  Paul Inchauspé con il punteggio di 7–6(5), 6-3.

#### Doppio ragazze
Rose Marie Nijkamp /  Kenya Angella Okutoyi hanno sconfitto in finale  Kayla Cross /  Victoria Mboko con il punteggio di 3-6, 6-4, [11-9].

### Tennisti in carrozzina

#### Singolare maschile carrozzina
Shingo Kunieda ha sconfitto  Alfie Hewett con il punteggio di 4-6, 7-5, 7–6(5).

#### Singolare femminile carrozzina
Diede de Groot ha sconfitto  Yui Kamiji con il punteggio di 6-4, 6-2.

#### Quad singolare
Sam Schröder ha sconfitto  Niels Vink con il punteggio di 7–6(5), 6–1.

#### Doppio maschile carrozzina
Gustavo Fernandez /  Shingo Kunieda hanno sconfitto  Alfie Hewett /  Gordon Reid con il punteggio di 6–3, 6–1.

#### Doppio femminile carrozzina
Yui Kamiji /  Dana Mathewson hanno sconfitto  Diede de Groot /  Aniek van Koot con il punteggio di 6–1, 7–5.

#### Quad doppio
Sam Schröder /  Niels Vink hanno sconfitto  Andy Lapthorne /  David Wagner con il punteggio di 6(4)–7, 6–2, 6–3.

## Divieto di partecipare a tennisti russi e bielorussi e mancata assegnazione dei punti ATP
Nell'aprile 2022, la direzione dell'All England Lawn Tennis and Croquet Club (AELTC) annunciò che per l'edizione del 2022 venivano esclusi i giocatori russi e bielorussi come conseguenza dell'invasione russa dell'Ucraina iniziata a febbraio, sostenendo che sarebbe inaccettabile ogni forma di beneficio in favore del governo russo derivante dai risultati dei loro tennisti a Wimbledon. La Lawn Tennis Association (Federazione tennistica britannica) vietò inoltre la partecipazione di russi e bielorussi ad altri tornei di tennis nel Regno Unito. Questi giocatori sono stati esclusi anche dalla Coppa Davis e dalla Billie Jean King Cup ma sono stati ammessi a partecipare agli altri tornei, compreso l'Open di Francia 2022, come giocatori indipendenti, senza rappresentare i propri Paesi. In seguito fu annunciato che a questi giocatori sarebbe stato consentito di partecipare anche agli US Open.
La decisione dell'AELTC sollevò le critiche di molti addetti ai lavori e giocatori tra i quali Novak Djokovic, che la definì pazzesca, e il russo Andrej Rublëv, escluso dal torneo, che accusò l'All England Club di aver preso una decisione illogoca e discriminatoria. Diversi tennisti ucraini diedero invece il loro appoggio alla decisione. Le tre maggiori associazioni tennistiche mondiali — ATP, WTA, e ITF — criticarono la decisione dell'AELTC e il 20 maggio presero unanimemente la risoluzione di non assegnare punti del ranking per questa edizione di Wimbledon, sostenendo che la partecipazione ai tornei si basa sul merito dei tennisti e non sulla loro nazionalità. Anche questa decisione sollevò molte critiche.